# Elektryczny moment dipolowy

Wektor

Elektryczny moment dipolowy – wektorowa wielkość fizyczna charakteryzująca dipol elektryczny. Dipol jest układem dwóch ładunków o tych samych wartościach bezwzględnych, ale przeciwnych znakach. Elektryczny moment dipolowy p dwóch punktowych ładunków o jednakowych wartościach {\displaystyle q} i przeciwnych znakach jest równy iloczynowi odległości między nimi i wartości ładunku dodatniego:
{\displaystyle \mathbf {p} =q\mathbf {d} ,}
gdzie wektor d ma kierunek prostej łączącej ładunki i zwrot od ładunku ujemnego do dodatniego.
Elektryczny moment dipolowy można przyporządkować każdemu neutralnemu układowi wielu ładunków w przestrzeni (tzn. układowi, którego ładunek wypadkowy jest zerowy: {\displaystyle \Sigma _{i}\ q_{i}=0}). Momentem dipolowym takiego układu jest wektor:
{\displaystyle \mathbf {p} =\Sigma _{i}\ q_{i}\mathbf {r} _{i},}
gdzie:
{\displaystyle \mathbf {r} _{i}} jest wektorem położenia ładunku {\displaystyle q_{i}.}
Gdy dipol o momencie dipolowym p znajduje się w polu elektrycznym o natężeniu E, to działa na niego moment siły M:
{\displaystyle \mathbf {M} =\mathbf {p} \times \mathbf {E} .}
Moment dipolowy jest drugim (po całkowitym ładunku układu) wyrazem w szeregu multipolowym.
Jednostką elektrycznego momentu dipolowego w układzie SI jest C·m. Do opisu momentów dipolowych cząsteczek w fizyce atomowej i chemii stosuje się także jednostkę debaj (D).

## Elektryczny moment dipolowy cząsteczek chemicznych

Moment dipolowy cząsteczki H_{2}O.
−δ: ładunek ujemny
+δ: ładunek dodatni
p: moment dipolowy

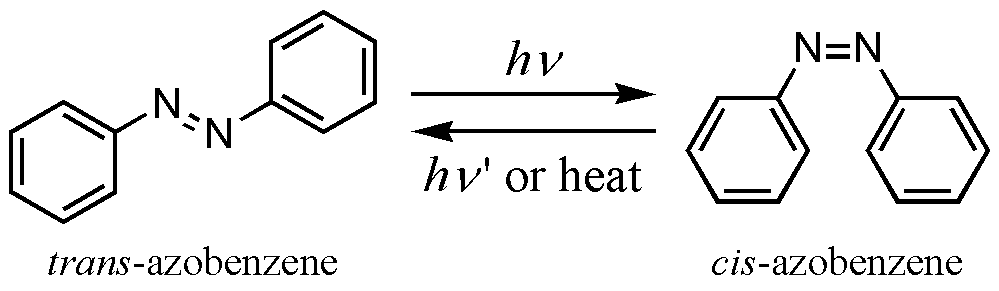
Fotoizomeryzacja azobenzenu.
Moment dipolowy izomeru trans: 0 D
Moment dipolowy izomeru cis: 3 D

Cząsteczki chemiczne mają niezerowe momenty dipolowe, jeśli atomy o różnych elektroujemnościach są w nich rozmieszczone nierównomiernie.
| Cząsteczka | Moment dipolowy D | Moment dipolowy 10−30 C·m |
| ---------- | ----------------- | ------------------------- |
| CO         | 0,11              | 0,37                      |
| HI         | 0,45              | 1,50                      |
| HBr        | 0,83              | 2,76                      |
| H2S        | 0,98              | 3,24                      |
| PF3        | 1,03              | 3,42                      |
| HCl        | 1,11              | 3,70                      |
| NH3        | 1,47              | 4,91                      |
| HF         | 1,83              | 6,09                      |
| H2O        | 1,85              | 6,15                      |
| AgI        | 4,55              | 15,18                     |
| NaI        | 9,24              | 30,82                     |
| RbI        | ok. 11,5          | ok. 38,4                  |

Przykłady związków chemicznych o zerowym momencie dipolowym:
- dwutlenek węgla CO2
- dwusiarczek węgla CS2
- metan CH4
- czterochlorek węgla CCl4
- cyjan C2N2
- podtlenek węgla C3O2
- heksafluorek siarki SF6
- benzen C6H6
- hydrochinon C6H4(OH)2
- kwas tereftalowy C6H4(COOH)2
- tetratlenek diazotu N2O4
- dimetyloglioksym